# 조지 포지

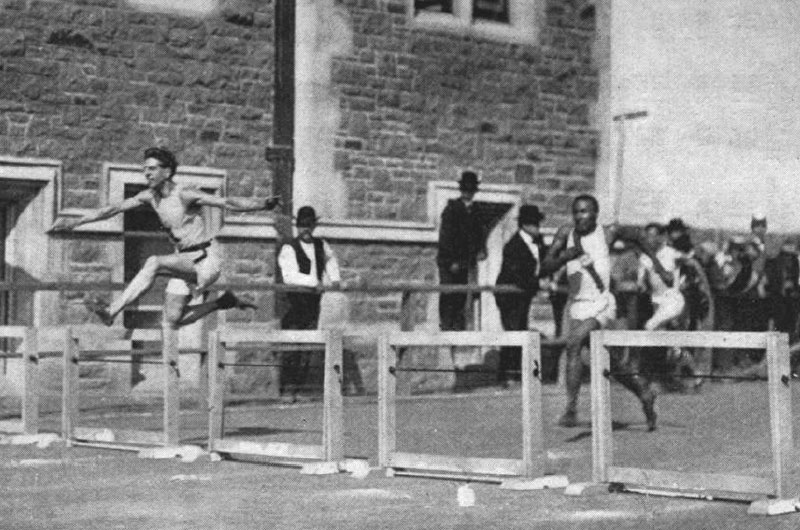

조지 콜먼 포지(George Coleman Poage, 1880년 11월 6일 ~ 1962년 4월 11일)는 미국의 허들 선수로 1904년 하계 올림픽에서 2개의 동메달을 딴 아프리카계 미국인 최초의 올림픽 메달리스트였다.

## 어린 시절
미주리주 한니발에서 태어나 4년 후에 위스콘신주 라크로스로 이주하였다.
고등학교 시절에 학생과 육상 선수로서 둘다 빼어난 포지는 학교에서 최고 선수로 숙고되었으며, 1899년 학교에서 첫 아프리카계 미국인 졸업생이 되었다.

## 대학과 올림픽 세월
이듬해 가을에 위스콘신 대학교에서 신입생이 되었다. 1900년 신입생 육상단과 함께 출전에 나간 후, 2학년의 세월 동안에 대학 육상 팀에 가입하였다. 위스콘신 대학교를 위해 달린 첫 흑인 선수였던 포지는 단거리달리기와 허들에 전문적이었다.
1903년 역사학 학위를 받고 졸업하였다. 그의 고급 논문은 "1860년부터 1900년까지 동안에 조지아주에서 흑인들의 경제 상태에 조사"였다. 1903~04년 학교의 해를 위해 대학에 돌아온 그는 역사학 졸업반에 들어왔으며 그를 미식축구 팀을 위한 육상 훈련자로 기용한 위스콘신 대학교 육상부에 의하여 성원되었다. 1904년 6월에 440 야드 경주와 220 야드 허들을 우승하여 역사상 아프리카계 미국인 최초의 개인 빅 텐 육상 챔피언이 되었다.
밀워키 육상 클럽은 포지가 세인트루이스 올림픽에 나가는 데 후원하였다. 많은 현저한 아프리카계 미국인 지도자들은 세인트루이스에서 종목들의 인종 분리에 항의하는 데 경기의 보이콧을 청원하였다. 인종 분리적 시설들이 세워지면서 올림픽이나 박람회에 흑백인 관중들이 함께 자리할 수 없었다. 200m와 400m 허들 양종목에서 동메달을 따면서 아프리카계 미국인 최초의 올림픽 메달리스트가 되었다.

## 이후의 세월
올림픽이 끝난 후 세인트루이스에 남아있던 포지는 인종적으로 분리된 찰스 서머 학교에서 교사가 되기 전에 1년간 학교 교장을 지냈다. 1914년 교사직을 떠나 6년 후에 시카고로 이주하여 4년 동안 식당일을 하였다.
1924년 미국 우정청에 의하여 기용된 포지는 거의 30년 동안 우편 사무관으로 일하였다. 1950년대에 퇴직한 후 1962년 사망할 때까지 시카고에 남아있었다.